# ET 2010
Die ET 2010 (Abkürzung für Elektrotriebwagen 2010) sind zweisystemfähige Stadtbahnfahrzeuge, die bei Bombardier in Bautzen und Wien für die Verkehrsbetriebe Karlsruhe (VBK) und die Albtal-Verkehrs-Gesellschaft (AVG) hergestellt werden. Die Gelenktriebwagen wurden für den Einsatz bei der Stadtbahn Karlsruhe und Stadtbahn Heilbronn entwickelt und verkehren dort seit Ende 2013.

## Aufbau

### Mechanischer Aufbau
Der ET 2010 ist ein achtachsiger, dreiteiliger Mittelflur-Gelenktriebwagen des kanadischen Waggonbauers Bombardier Transportation und gehört zu der Fahrzeugfamilie Flexity Swift. Die konventionellen Drehgestelle sind zweistufig gefedert, die Primärfederung bilden Gummi- und Metallfedern, die Sekundärfederung Luftfedern.
Die 37 Meter langen und 2,65 Meter breiten Einheiten bestehen aus drei Wagenteilen, die über Übergänge durchgängig begehbar sind. Der mittlere Wagenkasten läuft auf zwei Laufdrehgestellen. Die Endwagenkästen sind darauf aufgesattelt und stützen sich an den Führerstandsenden auf je ein Triebdrehgestell ab. Die Einstiegsbereiche sind mittelflurig auf der Höhe von 55 cm über Schienenoberkante angeordnet. Sie sind mit Schiebetritten für den Breitenausgleich ausgerüstet. Zusammen mit entsprechenden Bahnsteigen sind sie barrierefrei. Der Wagenboden ist über den Triebdrehgestellen an den Enden einer Einheit um eine Stufe erhöht.
Die Öffnungen der acht Türen sind 2100 mm hoch und 1300 mm breit. Die Einstiege befinden sich in den Endwagenkästen.
Die Triebwagen sind mit Scharfenbergkupplungen mit Kontaktaufsätzen ausgestattet, die Mehrfachtraktionssteuerung ermöglicht das Kuppeln von vier Einheiten. Mit den älteren Triebwagen des Typs GT8-100D/2S-M und seiner Vorgänger sind sie nur mechanisch kuppelbar.
Die Triebzüge haben eine Längssteifigkeit von 800 kN. Sie können Neigungswechsel mit einer Gradientenausrundung ab 470 m befahren.
Da die Stadtbahnwagen im Vergleich mit konventionellen Eisenbahnwagen sehr leicht sind und nur über eine reduzierte Längssteifigkeit verfügen (800 statt 1500 kN), dürfen sie als Leichte Nahverkehrstriebwagen aus Sicherheitsgründen im Fahrgastbetrieb nur auf EBO-Strecken mit einer Streckengeschwindigkeit bis 160 km/h eingesetzt werden. Als zusätzliche Absicherungsmaßnahme sind die Enden der Triebwagen auf Höhe der Puffer konventioneller Eisenbahnfahrzeuge zusätzlich verstärkt. Die schwächere passive Sicherheit wird durch die stärkere aktive Sicherheit (schnellwirkende Bremse) ausgeglichen.

### Elektrische Ausstattung
Die Fahrzeuge verfügen über die notwendigen technischen Einrichtungen für den Betrieb mit 750 Volt Gleich- als auch mit 15 kV Wechselspannung bei 16,7 Hz. Dabei werden sie von vier Drehstrom-Asynchronmotoren mit jeweils einer Leistung von 150 kW angetrieben. Der Übergang zwischen beiden Stromsystemen mit ausgeschaltetem Hauptschalter ist für den Fahrgast nicht wahrnehmbar. Die Systemtrennstellen werden mit Schwung durchfahren. Dem Triebfahrzeugführer wird die anliegende Spannung mit zwei Kontrollleuchten angezeigt.
Die bei der Beschleunigung verwendete elektrische Energie kann beim Bremsen teilweise zurückgewonnen und zurück in das Netz eingespeist werden.
Als Fahrzielanzeiger kommt eine LED-Matrixanzeige zum Einsatz.

### Innenraum
Insgesamt sind 84 vollwertige Sitzplätze und zusätzlich neun Klappsitze in den drei Mehrzweckbereichen vorhanden. Dazu kommen (bei Nichtbenutzung der Klappsitze) 151 Stehplätze. Der Innenraum ist vollständig klimatisiert, wird mit zwölf Kameras videoüberwacht und verfügt über ein digitales Fahrgastinformationssystem mit zwei Gondeln mit je vier TFT-Monitoren, bis Ende 2021 einen Fahrkartenautomaten sowie eine Toilette.

### Farbgebung und Design
Die äußere Gestaltung des ET 2010 folgt dem aktuellen Farbkonzept der Albtal-Verkehrs-Gesellschaft und der Verkehrsbetriebe Karlsruhe (VBK). Die Fahrzeuge sind dreifarbig – mit einem Wagenkasten in der Farbe Dahliengelb, signalroter Schürze und schwarzem Fensterband – lackiert. Die ET 2010 wurden als erste Fahrzeuggeneration in diesem neuen Farbkonzept, das im Jahr 2010 vorgestellt wurde, lackiert.
Das Berliner Designbüro IFS Design entwickelte das Fahrzeugdesign. Es wurde unter Einhaltung des Corporate Designs des Karlsruher Verkehrsverbundes (KVV) entworfen.
Der Wagen 930 erhielt einen grünen Anstrich und warb für: AVG fährt mit Ökostrom. Ende 2022 wurde die Werbung abgelöst, die grüne Lackierung blieb aber bestehen.

## Geschichte
Die Verkehrsbetriebe Karlsruhe und die Albtal-Verkehrs-Gesellschaft bestellten im September 2009 für insgesamt 129 Millionen Euro 30 Triebwagen für die Stadtbahn Karlsruhe zur Auslieferung ab August 2011. Dabei wurde eine Option auf weitere 45 Fahrzeuge bis 2020 vereinbart. Acht der Fahrzeuge wurden für 34,4 Millionen Euro von der VBK bestellt; Von den 22 AVG-Fahrzeugen wurden mit 68,7 Millionen Euro 16 vom Landkreis Karlsruhe und mit 14,2 Millionen Euro 3,3 Fahrzeuge vom Landkreis Germersheim und den Gemeinden entlang der Strecke Wörth–Germersheim finanziert, womit ein Fahrzeug 4,3 Millionen Euro kostete. Ein Hochwasser im August 2010, bei dem das Werksgelände von Bombardier in Bautzen betroffen war, verschob den Liefertermin auf Februar 2012. Im Mai 2012 trafen die ersten Fahrzeuge in Karlsruhe ein.
Nach Problemen mit den Bremsen und dem Türschließmechanismus bekamen die Fahrzeuge erst ein Jahr später, im Mai 2013, durch das Regierungspräsidium Stuttgart die Zulassung für den Verkehr als Straßenbahnwagen nach BOStrab. Ab dem 9. Juli 2013 kamen die Fahrzeuge vereinzelt auf der Linie S2 von Rheinstetten nach Stutensee zum Einsatz. Seit der Eröffnung der neuen Linie S42 der Stadtbahn Heilbronn im Dezember 2013 sind die Fahrzeuge auch dort im Einsatz. Diese konnte jedoch bis Dezember 2014 nicht in voller Länge betrieben werden, da den ET 2010 die Zulassung des Eisenbahnbundesamtes (EBA) für den nördlichen Teil der Strecke, der DB Netz gehört, fehlte. Im Juni 2014 erteilte das EBA die vorläufige Zulassung. Von September 2014 bis Dezember 2016 verkehrten einige Wagen auf der S9 von Bruchsal nach Mühlacker. Ebenfalls seit September 2014 fahren die Wagen planmäßig auf den Linien S51 und S52 von Karlsruhe nach Germersheim. Auf der S4 verkehren sie von Heilbronn nach Karlsruhe Hbf und auf der S41/42 von Heilbronn nach Sinsheim und Mosbach. Seit Sommer 2015 sind die Triebwagen auch für den Steilstreckenbetrieb (nötig für die Strecke Baiersbronn–Freudenstadt) und für den Betrieb mit vier gekuppelten Einheiten zugelassen. Im Planbetrieb wird diese Möglichkeit jedoch nicht genutzt. Somit können die Fahrzeuge auf allen Linien der AVG eingesetzt werden.
Am 18. Mai 2016 bestellte die AVG zwölf weitere Triebzüge für 59,5  Millionen Euro, die von September 2017 bis März 2018 geliefert werden sollten. Am 13. Dezember 2018 wurde ein weiterer Vertrag über 20 zusätzliche Triebzüge mit einem Volumen von 87 Millionen Euro und einem geplanten Lieferzeitraum zwischen Mai 2020 und März 2021 geschlossen.

### Einsatz
Die ET 2010 sind auf den Linien S4, S5, S51, S52 und S71 der Stadtbahn Karlsruhe sowie auf den Linien S41 und S42 der Stadtbahn Heilbronn Nord unterwegs.

## Galerie

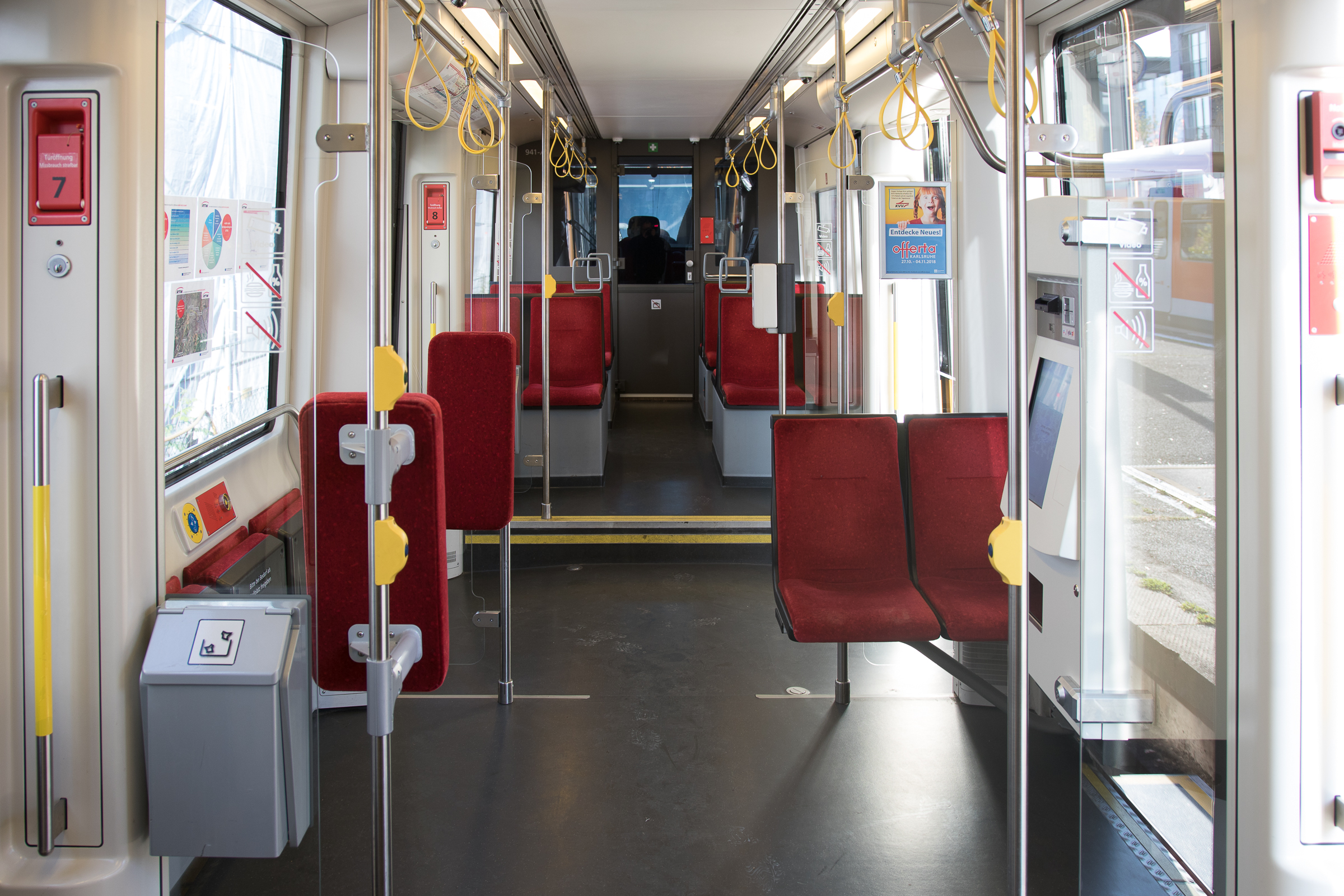
Interieur mit Blickrichtung zum Führerstand
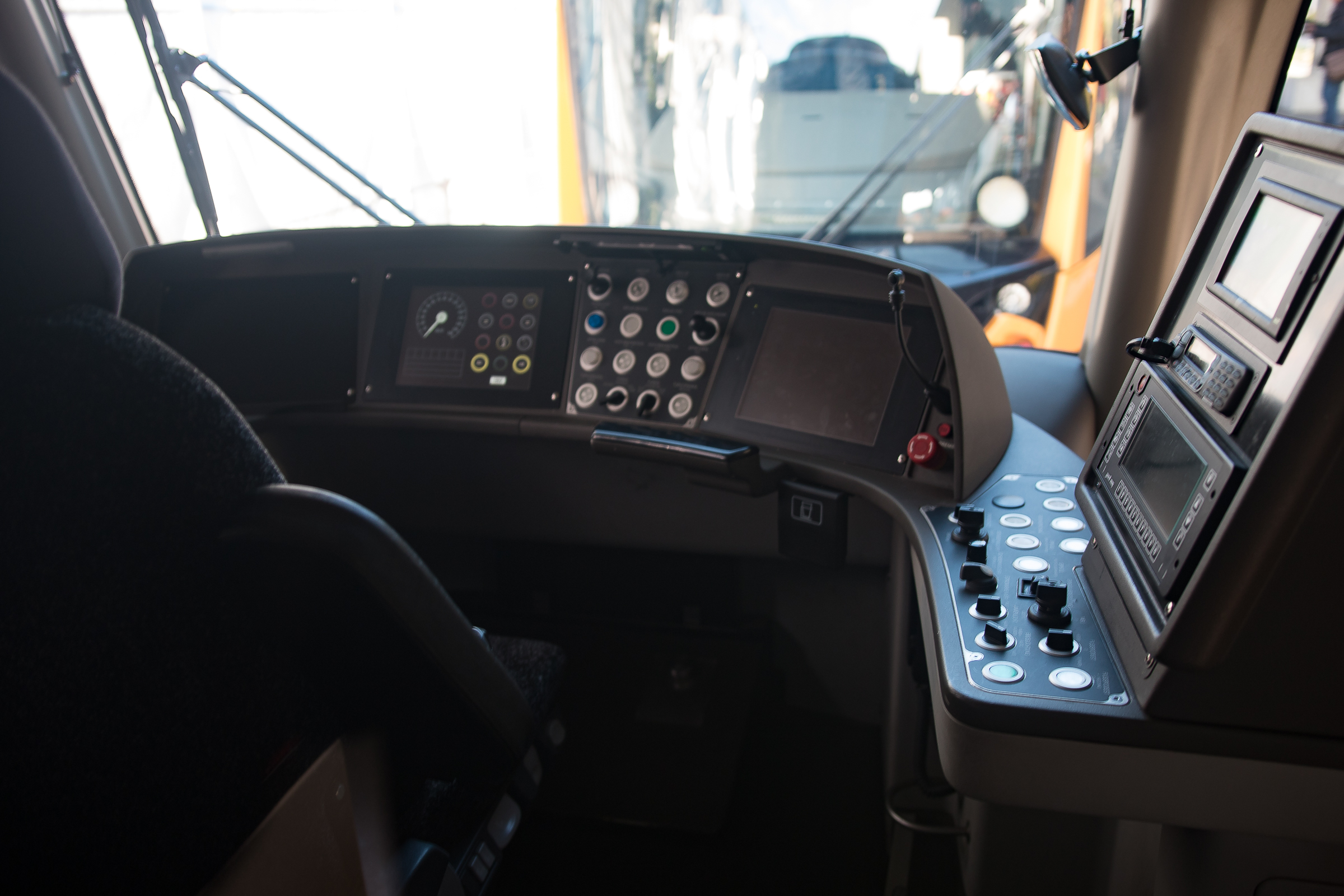
Führerstand des ET 2010
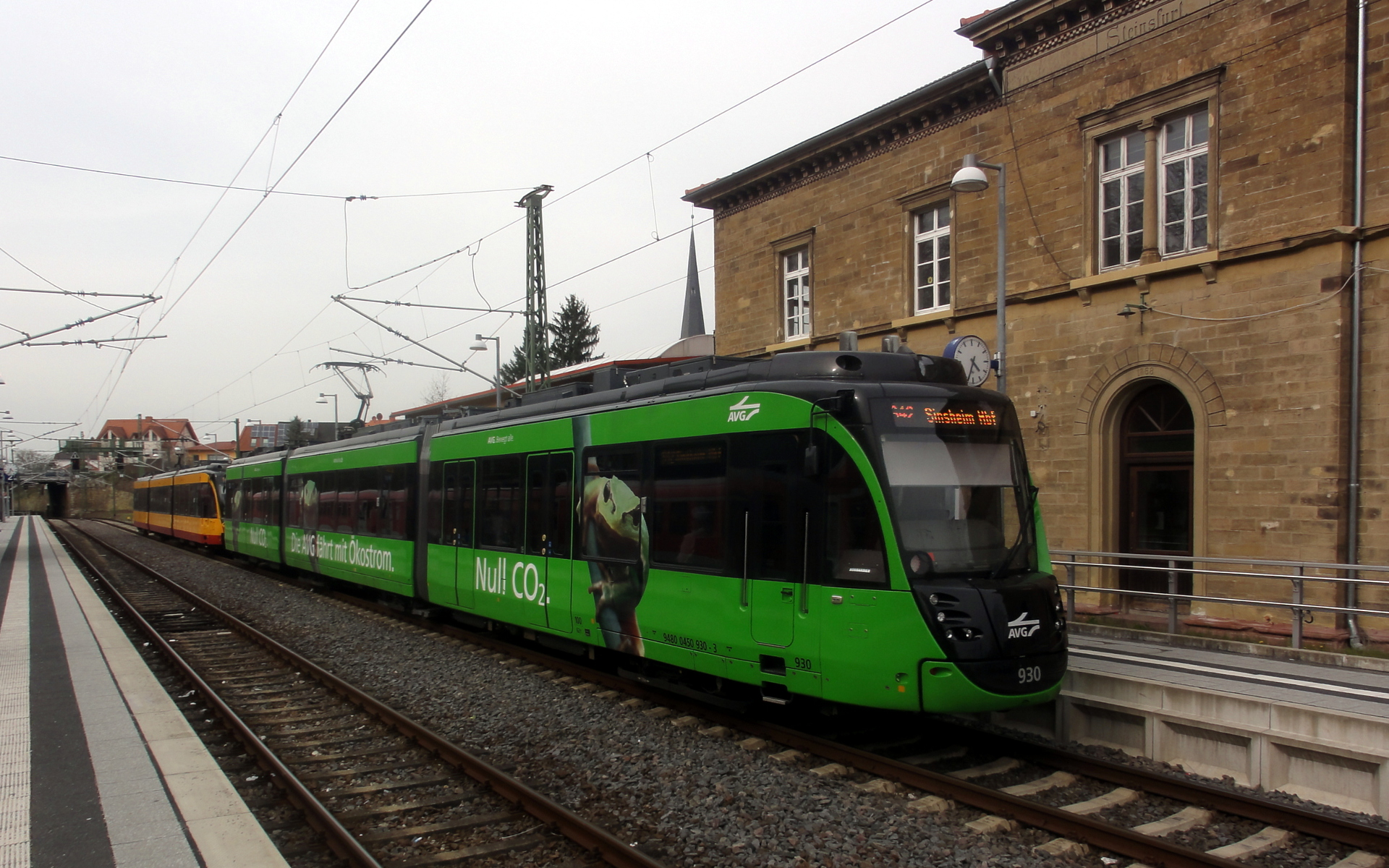
Wagen 930 mit Ökostrom-Lackierung